# Boreosignum affinis
Boreosignum affinis är en kräftdjursart som först beskrevs av Malyutina och Ushakova 2001.  Boreosignum affinis ingår i släktet Boreosignum och familjen Paramunnidae. Inga underarter finns listade i Catalogue of Life.